# Juan José Cáceres
Juan José Cáceres (Avellaneda, 1º giugno 2000) è un calciatore paraguaiano con cittadinanza argentina, difensore della Dinamo Mosca.

## Caratteristiche tecniche
È un terzino destro.

## Carriera

### Club
Cresciuto nel settore giovanile del Boca Juniors, nel 2017 viene ceduto al Racing Club; debutta fra i professionisti il 14 novembre 2020 in occasione del match di Copa Diego Armando Maradona perso 2-0 contro l'Arsenal Sarandí.
Il 19 febbraio 2025 viene acquistato dalla Dinamo Mosca.

### Nazionale
Nel 2023 decide di rappresentare la nazionale paraguaiana, esordendo il 18 giugno successivo nell'amichevole vinta 2-0 contro il Nicaragua.

## Statistiche

### Presenze e reti nei club
Statistiche aggiornate al 5 maggio 2021.
| Stagione        | Squadra         | Campionato      | Campionato | Campionato | Coppe nazionali | Coppe nazionali | Coppe nazionali | Coppe continentali | Coppe continentali | Coppe continentali | Altre coppe | Altre coppe | Altre coppe | Totale | Totale |
| Stagione        | Squadra         | Comp            | Pres       | Reti       | Comp            | Pres            | Reti            | Comp               | Pres               | Reti               | Comp        | Pres        | Reti        | Pres   | Reti   |
| --------------- | --------------- | --------------- | ---------- | ---------- | --------------- | --------------- | --------------- | ------------------ | ------------------ | ------------------ | ----------- | ----------- | ----------- | ------ | ------ |
| 2020            | Racing Club     |                 | -          | -          | CdL             | 6               | 0               | CL                 | 0                  | 0                  |             | -           | -           | 6      | 0      |
| 2021            | Racing Club     |                 | -          | -          | CA+CdL          | 1+5             | 1               | CL                 | 3                  | 2                  |             | -           | -           | 9      | 3      |
| Totale carriera | Totale carriera | Totale carriera | 0          | 0          |                 | 12              | 1               |                    | 3                  | 2                  |             | -           | -           | 15     | 3      |

### Cronologia presenze e reti in nazionale
| Cronologia completa delle presenze e delle reti in nazionale ― Paraguay | Cronologia completa delle presenze e delle reti in nazionale ― Paraguay | Cronologia completa delle presenze e delle reti in nazionale ― Paraguay | Cronologia completa delle presenze e delle reti in nazionale ― Paraguay | Cronologia completa delle presenze e delle reti in nazionale ― Paraguay | Cronologia completa delle presenze e delle reti in nazionale ― Paraguay | Cronologia completa delle presenze e delle reti in nazionale ― Paraguay | Cronologia completa delle presenze e delle reti in nazionale ― Paraguay |
| Data                                                                    | Città                                                                   | In casa                                                                 | Risultato                                                               | Ospiti                                                                  | Competizione                                                            | Reti                                                                    | Note                                                                    |
| ----------------------------------------------------------------------- | ----------------------------------------------------------------------- | ----------------------------------------------------------------------- | ----------------------------------------------------------------------- | ----------------------------------------------------------------------- | ----------------------------------------------------------------------- | ----------------------------------------------------------------------- | ----------------------------------------------------------------------- |
| 18-6-2023                                                               | Asunción                                                                | Paraguay                                                                | 2 – 0                                                                   | Nicaragua                                                               | Amichevole                                                              | -                                                                       | 69’                                                                     |
| 16-11-2023                                                              | Santiago del Cile                                                       | Cile                                                                    | 0 – 0                                                                   | Paraguay                                                                | Qual. Mondiali 2026                                                     | -                                                                       | 45+1’                                                                   |
| 21-11-2023                                                              | Asunción                                                                | Paraguay                                                                | 0 – 1                                                                   | Colombia                                                                | Qual. Mondiali 2026                                                     | -                                                                       | 24’                                                                     |
| 10-9-2024                                                               | Asunción                                                                | Paraguay                                                                | 1 – 0                                                                   | Brasile                                                                 | Qual. Mondiali 2026                                                     | -                                                                       |                                                                         |
| 10-10-2024                                                              | Quito                                                                   | Ecuador                                                                 | 0 – 0                                                                   | Paraguay                                                                | Qual. Mondiali 2026                                                     | -                                                                       |                                                                         |
| 15-10-2024                                                              | Asunción                                                                | Paraguay                                                                | 2 – 1                                                                   | Venezuela                                                               | Qual. Mondiali 2026                                                     | -                                                                       | 35’                                                                     |
| 19-11-2024                                                              | El Alto                                                                 | Bolivia                                                                 | 2 – 2                                                                   | Paraguay                                                                | Qual. Mondiali 2026                                                     | -                                                                       |                                                                         |
| 20-3-2025                                                               | Asunción                                                                | Paraguay                                                                | 1 – 0                                                                   | Cile                                                                    | Qual. Mondiali 2026                                                     | -                                                                       |                                                                         |
| 25-3-2025                                                               | Barranquilla                                                            | Colombia                                                                | 2 – 2                                                                   | Paraguay                                                                | Qual. Mondiali 2026                                                     | -                                                                       | 46’                                                                     |
| 5-6-2025                                                                | Asunción                                                                | Paraguay                                                                | 2 – 0                                                                   | Uruguay                                                                 | Qual. Mondiali 2026                                                     | -                                                                       | 68’                                                                     |
| 10-6-2025                                                               | San Paolo                                                               | Brasile                                                                 | 1 – 0                                                                   | Paraguay                                                                | Qual. Mondiali 2026                                                     | -                                                                       |                                                                         |
| Totale                                                                  |                                                                         | Presenze                                                                | 11                                                                      |                                                                         | Reti                                                                    | 0                                                                       |                                                                         |

## Palmarès

### Club
- Supercopa Internacional: 1

Racing Club: 2022